# Eenmansgat
Een eenmansgat diende in de Tweede Wereldoorlog als schuilplaats voor een soldaat tegen de vijand.
Om voldoende beschut te zijn, dient het volledige lichaam van de soldaat zich minstens 60 cm onder de grond te bevinden. Bij de meeste eenmansgaten is de put ter hoogte van de benen wat dieper dan de rest van het gat. Het gat is zo'n 1 meter breed en ongeveer 1,50 m diep.
Het eenmansgat biedt bescherming tegen de meeste bombardementen, granaten en schoten van handvuurwapens. Wanneer in de oorlog bijvoorbeeld een Supermarine Spitfire een Duitse wagen onder vuur nam, kon men snel wegduiken in zo'n gat. Dergelijke putten beschermden tevens voor overrijdende tanks.